# Volley Treviso 1996-1997

## Risultati ottenuti

### In Italia
- Serie A1: perde in finale contro la Las Daytona Modena
- Coppa Italia: perde in semifinale contro la Las Daytona Modena
- Supercoppa Italiana: perde in finale contro l'Alpitour Traco Cuneo

### In Europa
- Coppa dei Campioni: 4º posto nelle Final four

## Rosa
in corsivo i giocatori ceduti durante il campionato